# Castello di Gravina
Il castello di Gravina è un edificio eretto dall'imperatore Federico II. Servì principalmente per le battute di caccia che l'imperatore era solito svolgere, ma anche per le riunioni della Curia.

## Storia
L'esistenza dell'edificio è testimoniata da antichi documenti, come le cose notabili del cronista Villani, in riferimento alle varie domus costruite dall'imperatore Federico II in Puglia, la definizione di parco cinto di mura per l'uccellagioni attribuitagli dal Vasari, che la  qualifica stazione venatoria ed edificio per le riunioni generali della Curia, ma anche da studi più recenti, compiuti tra l'800 e il 900 da Schulz e Bertaux.

## Descrizione
Il castello, a pianta rettangolare, 58,5m x 29m , fu costruito in mazzaro e conteneva 4 torri, che lo fiancheggiavano, e diverse sale sotterranee.
Il federiciano maniero di Gravina constava di tre piani (compreso l'ammezzato), di cui oggi restano soltanto parte dei muri perimetrali e del basamento. Non appena entrati, ci si ritrovava in un grande cortile per metà coperto e per l'altra metà scoperto. Qui si trovavano le porte che davano accesso ai locali del pianterreno: scuderie, cucine, magazzini, tinelli e altri ambienti.
Nel castello era presente una grande scalinata regia, che dava accesso all'ammezzato: qui si trovavano ambienti adibiti alla falconeria e al personale di servizio. Il piano superiore era riservato agli alloggi imperiali: le sale degli appartamenti nobiliari erano illuminate da meravigliose finestre bifore, ornate di pietra gentile intagliata.
Da queste finestre era ed è ancora possibile ammirare la città di Gravina, l'Appennino lucano e gran parte delle Murge.